# Solomon's Perjury Part 1: Suspicion
Solomon's Perjury Part 1: Suspicion (ソロモンの偽証 前篇・事件?, Soromon no gishō: Zenpen - Jiken) è un film del 2015 diretto da Izuru Narushima.
Adattamento live action del romanzo Soromon no gishō di Miyuki Miyabe, è il primo di una serie di due film usciti nelle sale giapponesi tra marzo e aprile del 2015.
Le due pellicole hanno ricevuto diversi riconoscimenti, tra cui quattro statuette agli Japan Academy Awards e il premio come miglior film agli Hōchi Film Awards.

## Trama
Quartiere di Jōtō, Kōtō, Tokyo. Dopo ventitré anni Ryōko Fujino fa visita al suo vecchio istituto, la scuola media Jōtō numero 3, dove ha trovato lavoro come insegnante. La preside Ueno è felice di riaccogliere una tale "leggenda" della storia della scuola, e chiede Ryōko di raccontarle la sua storia.
La mattina di Natale del 1990 l'allora quattordicenne Ryōko si reca a scuola insieme al suo compagno Ken'ichi Noda per prendersi cura dei conigli dell'istituto. Sotto la neve caduta copiosa la notte precedente la ragazza trova il cadavere del compagno di classe Takuya Kashiwagi, il quale aveva abbandonato la scuola da qualche tempo. Dopo gli accertamenti del caso, la polizia conclude che il ragazzo si sia tolto la vita gettandosi dalla terrazza della scuola.
Dopo qualche giorno il preside della scuola e Ryōko, in quanto figlia di un poliziotto, ricevono una lettera anonima in cui Shunji Oide e altri due studenti vengono accusati di aver ucciso Kashiwagi gettandolo dalla terrazza. All'interno della lettera l'autore dichiara di aver visto tutto con i suoi occhi e di volere giustizia. Senza prove valide la polizia decide di non prestare ascolto alle accuse e nel mentre inizia a indagare sulla possibile identità dell'autore della lettera.
Nel frattempo un reporter televisivo viene in possesso di una copia della stessa lettera indirizzata all'insegnante Moriuchi,
che apparentemente l'aveva strappata e gettata via. Con la storia divenuta ormai di dominio pubblico, la scuola piomba nel caos, e Shunji e i suoi amici sono costretti a rimanere a casa. La detective Reiko Sasaki conclude che la lettera sia stata in realtà scritta dalle studentesse Juri Miyake e Matsuko Asai, spesso vittime di atti di bullismo da parte di Shunji e i suoi amici, ma il preside le proibisce di indagare ulteriormente in modo da non danneggiare ancor di più la reputazione della scuola. La Moriuchi inoltre nega di aver mai ricevuto la lettera e di averla gettata via, e per la vergogna rassegna le dimissioni.
Ryōko intanto, che aveva assistito a uno degli atti di bullismo di cui erano state vittime Juri e Matsuko, rimanendo tuttavia immobile per la paura e per questo etichettata come un'ipocrita da Kashiwagi, cerca di fare amicizia con Matsuko nel tentativo di alleviare il suo senso di colpa. Tuttavia dopo pochi giorni la stessa Matsuko muore in un incidente stradale e Juri per lo shock perde la voce; come conseguenza il preside della scuola si dimette dal suo incarico, prendendosi la responsabilità delle morti dei propri studenti. Ossessionata da queste due morti, Ryōko decide di indire un finto processo a scuola in modo da fare finalmente luce sugli avvenimenti. Nonostante venga aiutata da Kazuhiko Kanbara, un amico d'infanzia di Kashiwagi, e da altri suoi
amici, Ryōko capisce che non sarà facile attuare il suo piano e vincere l'omertà di insegnanti e adulti.

## Produzione

### Genesi dell'opera e sceneggiatura
Diretto da Izuru Narushima, Solomon's Perjury Part 1: Suspicion è la prima parte di una serie di due pellicole basate sul romanzo omonimo di Miyuki Miyabe. Pubblicata nel 2012, l'opera si suddivide in Jiken (事件? "Incidente"), Ketsui (決意? "Determinazione") e Hōtei (法庭? "Tribunale"). Il primo film ripercorre le vicende del primo e del secondo volume e funge da apripista per l'evento finale, il processo raccontato nel sequel Solomon's Perjury Part 2: Judgement.

### Cast
Il film si avvale di un cast composto in maggioranza da giovani attori, alcuni dei quali alla prima esperienza davanti alla cinepresa. La parte di Ryōko Fujino fu affidata a una quattordicenne di Yokohama dopo un provino a cui parteciparono circa 10.000 aspiranti attrici. Il risultato delle audizioni, protrattesi per più di un anno, fu annunciato l'8 agosto del 2014; Narushima insieme al resto della produzione decise tuttavia di non svelare il vero nome dell'attrice prescelta, che così viene accreditata semplicemente come Ryōko Fujino. Il cast venne poi completato da attori più esperti come Tomoko Tabata, Fumiyo Kohinata e Yutaka Matsushige.

## Accoglienza
Il film debuttò al terzo posto dei botteghini giapponesi, incassando una cifra di 120,128 milioni di yen nel fine settimana tra il 7 e l'8 marzo del 2015.
Dereck Elley di Film Business Asia diede al film un punteggio di 8/10, lodando in egual misura la regia di Narushima, la scelta del cast e in generale tutto il comparto tecnico.

## Riconoscimenti
Le due pellicole hanno ricevuto i seguenti riconoscimenti:
- 2015 - Hōchi Film Award
  - Miglior film[10]
  - Miglior esordiente a Ryōko Fujino[11]
- 2015 - Yokohama Film Festival
  - Miglior esordiente a Ryōko Fujino[12]
- 2015 - Nikkan Sports Film Award
  - Miglior film[13]
- 2016 - Kinema Junpo Best Ten[14]
  - 8º posto nella categoria Miglior film dell'anno
  - Miglior attrice non protagonista a Haru Kuroki
- 2016 - Japan Academy Awards[15]
  - Miglior esordiente a Ryōko Fujino
  - Miglior colonna sonora a Gorō Yasukawa
  - Miglior fotografia a Jun'ichi Fujisawa
  - Miglior comparto luci a Masao Kanazawa

- 2016 - Mainichi Film Concours[16]
  - Miglior esordiente a Ryōko Fujino
  - Miglior fotografia a Jun'ichi Fujisawa
- 2016 - Blue Ribbon Awards[17]
  - Miglior esordiente a Anna Ishii
- 2016 - Osaka Cinema Festival[18]
  - Miglior esordiente a Ryōko Fujino